# Greeleyville
Greeleyville är en kommun (town) i Williamsburg County i South Carolina. Vid 2010 års folkräkning hade Greeleyville 438 invånare.